# Petr Dvořák
 (février 2024).
Si vous disposez d'ouvrages ou d'articles de référence ou si vous connaissez des sites web de qualité traitant du thème abordé ici, merci de compléter l'article en donnant les références utiles à sa vérifiabilité et en les liant à la section « Notes et références ».
Petr Dvořák (né le 7 septembre 1964 České Budějovice) est un manager tchèque, depuis 2011 le directeur général de la télévision tchèque. De 2003 à 2010, il a été le directeur général de TV Nova.

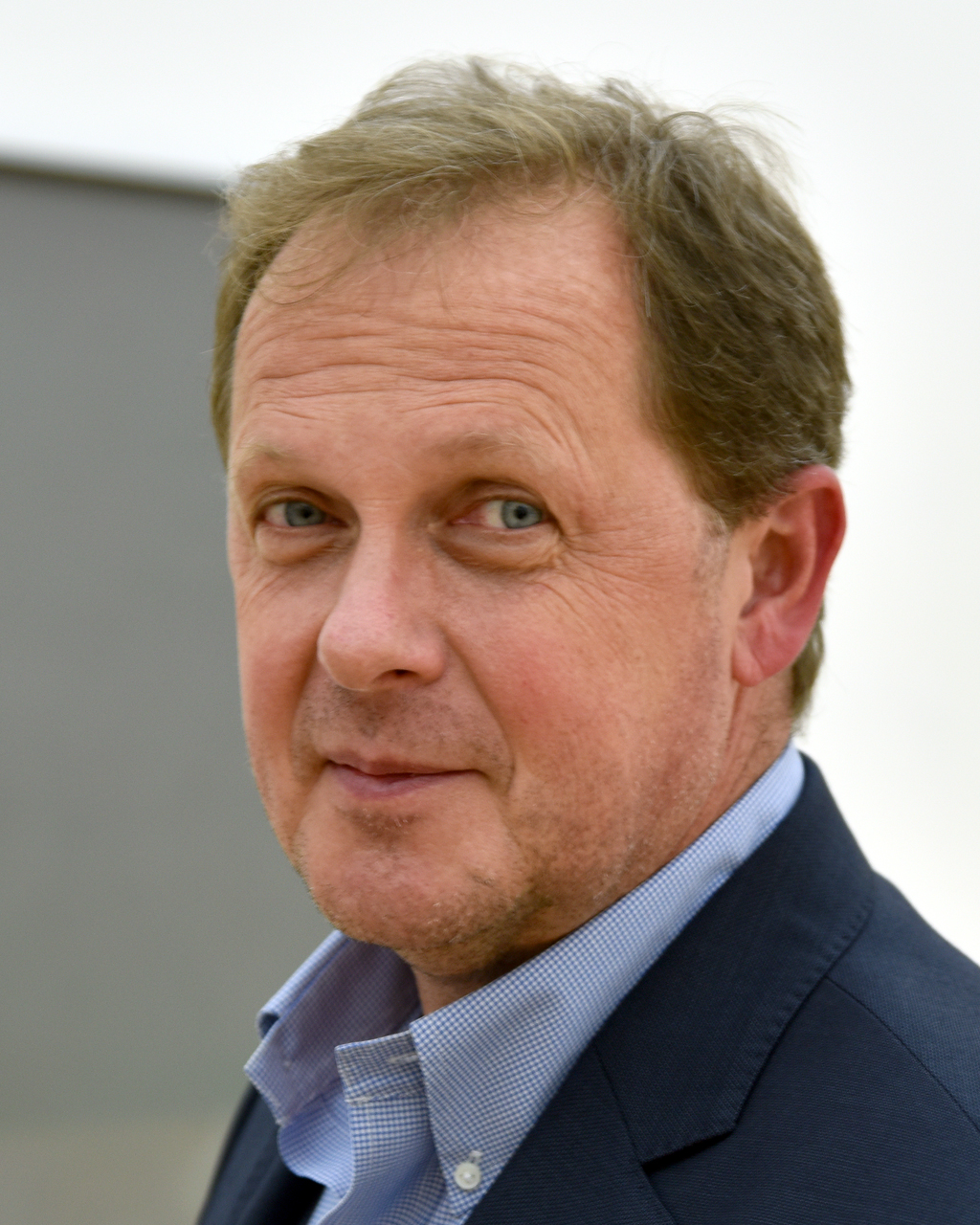
Petr Dvořák

## Biographie
M. Dvořák est diplômé en cybernétique technique de la Faculté d'ingénierie électrique de l'Université technique tchèque de Prague et a obtenu un MBA de l'Université de Chicago en 1999. Au début des années 1990, il a été l'un des fondateurs de l'agence de relations publiques B.I.G., dont il est le président du conseil d'administration . Depuis 1993, il travaille pour PPF, pour lequel il a été président du conseil de surveillance d'eBanka et membre du conseil d'administration de Slavia. En 2002, PPF a rejoint Nova Television et Dvořák en est devenu le directeur général. En mai 2003, Dvořák devient le PDG de la chaîne de télévision et reste à ce poste même après le rachat de Nova par la société américaine CME. Il a quitté la direction de Nova en juillet 2010 pour devenir vice-président de la diffusion pour le groupe CME, où il est resté jusqu'à la fin de l'année 2010. Dvořák a également été vice-président du conseil d'administration de Gopas, une société qui gère une école d'informatique du même nom.
Depuis 2011, il est le PDG de la télévision tchèque et depuis 2014, il est membre du conseil d'administration de l'UER (Union européenne de radio-télévision). À compter du 1er janvier 2021, M. Dvořák a entamé un mandat de deux ans en tant que vice-président de l'UER, rôle auquel il a été élu à la majorité absolue de l'assemblée générale.

## Famille
Dvořák vient de České Budějovice. Il est divorcé, a deux filles de son premier mariage et deux autres filles avec sa compagne actuelle. 

## Controverse avec le Parti communiste de Tchécoslovaquie
En 1987, alors qu'il étudie à l'Université technique tchèque, Petr Dvořák se présente au Parti communiste de Tchécoslovaquie afin d'effectuer un stage universitaire de six mois au Brésil. Après avoir effectué son service militaire de base en septembre 1989, peu avant la révolution de Velours, il demande à quitter le part. 

## Directeur de la télévision tchèque
Le 21 septembre 2011, il a été élu par le Conseil de la télévision tchèque à la tête du radiodiffuseur public, à compter du 1er octobre de la même année. Son premier mandat a pris fin le 30 septembre 2017.
Le 12 avril 2017, il a obtenu le plus grand nombre de voix au premier tour de l'élection (les 15 voix possibles), accédant ainsi au second et dernier tour de l'élection. Au second tour, le 26 avril 2017, il a d'abord accédé au dernier tour de l'élection avec l'ancien directeur de Prima Martin Konrád (recevant 14 et 6 voix), puis l'a battu par un rapport de voix de 15:0. Son second mandat a donc débuté le 1er octobre 2017 et se terminera le 30 septembre 2023.
Pendant le mandat de Dvořák, CT a atteint le plus haut taux d'audience proportionnelle - pour 2020, toutes les chaînes de CT combinées avaient une part d'audience des 15+ sur toute la journée de 30,86 %. Derrière CT se trouvent TV Nova (27,09% combinés) et TV Prima (24,77% combinés).